# Bromek uranu(V)
Bromek uranu(V), UBr
5 – nieorganiczny związek chemiczny z grupy bromków, zawierający uran na V stopniu utlenienia. Tworzy brązowe, higroskopijne kryształy. Reaguje z wodą. Może zostać otrzymany przez bromowanie metalicznego uranu lub bromku uranu(IV), UBr
4.